# Mîrcea, Velîkîi Bereznîi
Mîrcea (în ucraineană Мирча) este un sat în comuna Malîi Bereznîi din raionul Velîkîi Bereznîi, regiunea Transcarpatia, Ucraina.

## Demografie
Componența lingvistică a localității Mîrcea
     Ucraineană (99,71%)
     Alte limbi (0,3%)
Conform recensământului din 2001, majoritatea populației localității Mîrcea era vorbitoare de ucraineană (99,71%), existând în minoritate și vorbitori de alte limbi.